# We Are the Champions: Final Live in Japan
Para outros significados de We Are the Champions: Final Live in Japan, veja Live in Japan
We Are The Champions: Final Live in Japan é nome do espetáculo da banda inglesa Queen realizado na cidade de Tóquio em 11 de maio de 1985, sendo que o referido concerto foi lançado em vídeo, sendo que o material foi remasterizado e relançado em blu-ray em 2019.

## Canções
1. "Machines(Or Back To Humans){Intro}"Roger Taylor
2. "Tear It Up" (Brian May)
3. "Tie Your Mother Down"(Brian May)
4. "Under Pressure" (Queen e David Bowie)
5. "Somebody To Love" (Freddie Mercury)
6. "Killer Queen" (Freddie Mercury)
7. "Seven Seas Of Rhye" (Freddie Mercury)
8. "Keep Yourself Alive"(Brian May)
9. "Liar" (Freddie Mercury)
10. "It's A Hard Life" (Freddie Mercury)
11. "Now I'm Here" (Brian May)
12. "Is This The World We Created?" (Freddie Mercury/Brian May)
13. "Love Of My Life" (Freddie Mercury)
14. "Another One Bites The Dust" (John Deacon)
15. "Hammer To Fall" (Brian May)
16. "Crazy Little Thing Called Love" (Freddie Mercury)
17. "Bohemian Rhapsody" (Freddie Mercury)
18. "Radio Ga Ga" (Roger Taylor)
19. "I Want To Break Free" (John Deacon)
20. "Jailhouse Rock" (Leiber/Stoller: versão do clássico de Elvis Presley)
21. "We Will Rock You" (Brian May)
22. "We Are The Champions" (Freddie Mercury)
23. "God Save The Queen" (Brian May)